# (2808) Belgrano
(2808) Belgrano est un astéroïde de la ceinture principale.

## Description
(2808) Belgrano est un astéroïde de la ceinture principale. Il fut découvert le 23 avril 1976 à El Leoncito par l'Observatoire Félix-Aguilar. Il fut nommé en honneur de Manuel Belgrano.
Il présente une orbite caractérisée par un demi-grand axe de 3,01 UA, une excentricité de 0,08 et une inclinaison de 9,0° par rapport à l'écliptique.

## Compléments